# Джавахетія

Самцхе-Джавахеті на мапі Грузії

Джавахе́ті, інколи Джавахк (груз. ჯავახეთი, Javakheti, вірм. Ջավախք, Javaxk‘) — історичний регіон Грузії на південному сході краю Самцхе-Джавахеті. Сьогодні він об'єднує Ахалкалакський та Ніноцміндійський муніципалітети, а його історичними межами є річка Мткварі (Кура) на заході та гори Шаввашеті, Самсарі та Ніаліскурі на півночі, півдні та сході відповідно. Джавахеті — аграрний регіон, найпопулярнішими видами діяльності є вирощування картоплі та тваринництво.

## Галерея

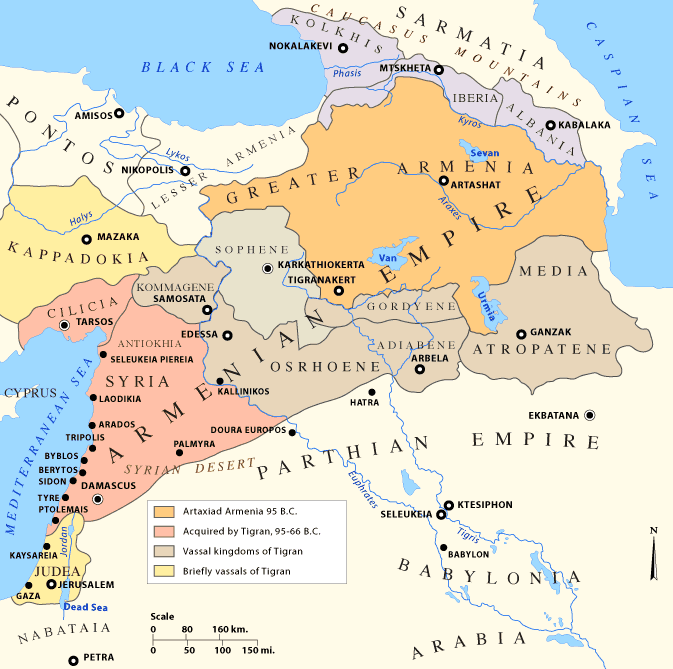
Кахетія у складі Вірменської імперії Тигранів
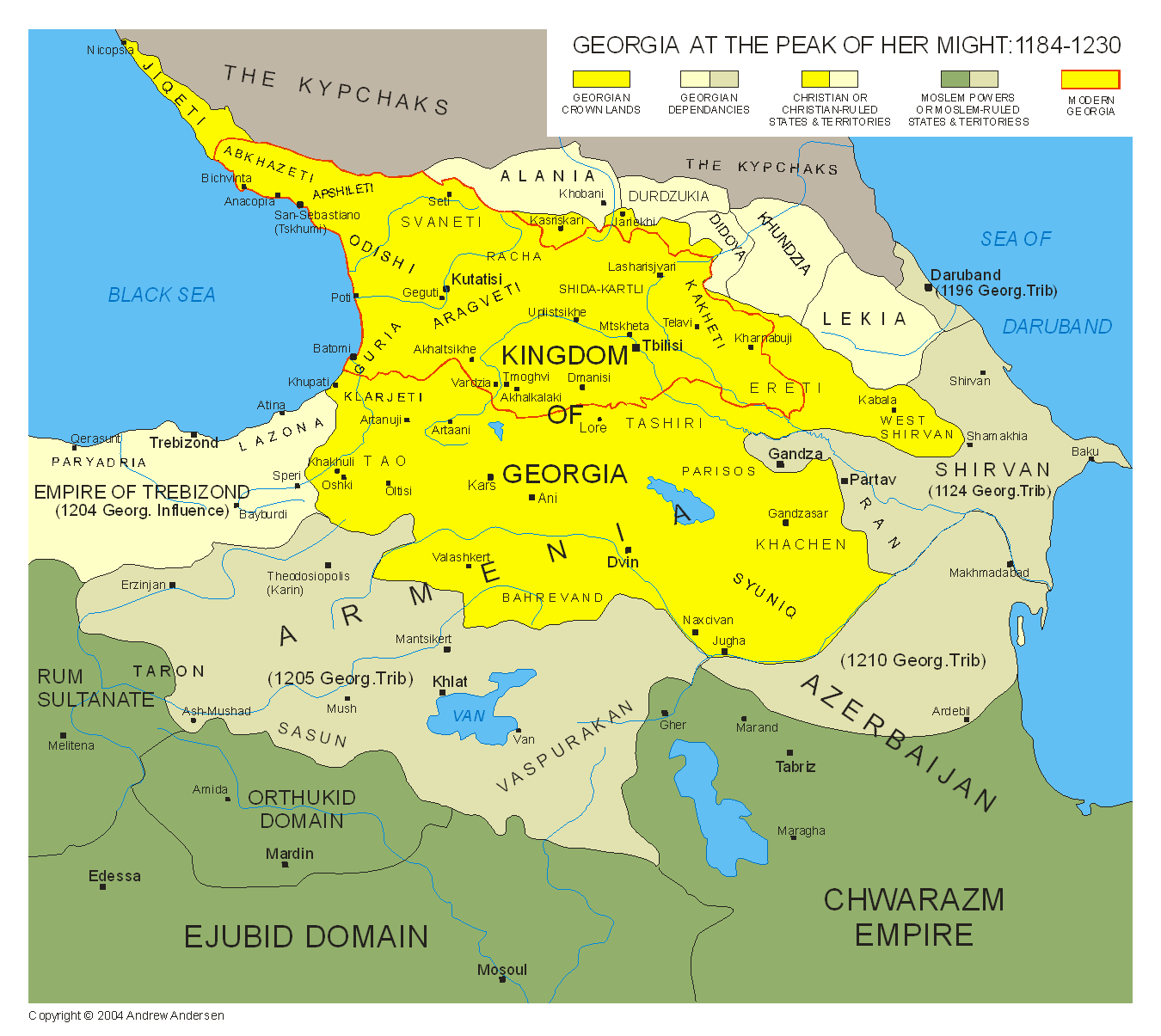
Грузинське царство, 1184-1230